# General Federation of Trade Unions
De General Federation of Trade Unions (GFTU) is een Britse vakbondsorganisatie.

## Historiek
De GFTU werd opgericht in 1899 tijdens een bijzonder congres van de Trades Union Congress (TUC). De organisatie speelde een belangrijke rol in de heroprichting van het Internationaal Vakverbond (IVV) in juli 1919.
In 2019 heeft de GFTU 35 aangesloten organisaties die in totaal 214.000 leden vertegenwoordigen  De GFTU beschrijft zichzelf als een federatie van gespecialiseerde vakbonden.

## Structuur
| Tijdspanne  | Voorzitter        |
| ----------- | ----------------- |
| 1899 - 1910 | Pete Curran       |
| 1910 - 1912 | Allan Gee         |
| 1912 - 1918 | James O'Grady     |
| 1918 - 1920 | Joseph Cross      |
| 1920 - 1922 | Thomas Mallalieu  |
| 1922 - 1924 | Alfred Short      |
| 1924 - 1926 | Fred Birchenough  |
| 1926 - 1928 | Alex Hutchison    |
| 1928 - 1930 | John Sime         |
| 1930 - 1932 | Charles Kean      |
| 1932 - 1934 | Willam Aucock     |
| 1934 - 1936 | William Saxon     |
| 1936 - 1938 | Joseph Frayne     |
| 1938 - 1940 | Andrew Naesmith   |
| 1940 - 1942 | John Lee          |
| 1942 - 1944 | Albert Taylor     |
| 1944 - 1946 | Horace Moulden    |
| 1946 - 1948 | Frank Dickinson   |
| 1948 - 1950 | Fred Worthington  |
| 1950 - 1952 | Albert Knowles    |
| 1952 - 1954 | Archie Robertson  |
| 1954 - 1956 | Cecil Heap        |
| 1956 - 1958 | Bert Head         |
| 1958 - 1959 | Jack Wigglesworth |
| 1959 - 1961 | Alf Tomkins       |
| 1961 - 1963 | Robert Driver     |
| 1963 - 1964 | Fred Titherington |
| 1964 - 1965 | Leonard Jackson   |
| 1965 - 1966 | James Whitworth   |
| 1966 - 1967 | Edwin Sleeman     |
| 1967 - 1968 | Robert Doyle      |
| 1968 - 1969 | Frederick Henry   |
| 1969 - 1970 | Fred Hague        |

| Tijdspanne   | Voorzitter        |
| ------------ | ----------------- |
| 1970 - 1971  | Jim Browning      |
| 1971 - 1972  | Arthur Howcroft   |
| 1972 - 1973  | Ken Arnold        |
| 1973 - 1974  | Edward Tullock    |
| 1974 - 1975  | Harold Gibson     |
| 1975 - 1976  | Tom Whittaker     |
| 1976 - 1977  | Margaret Fenwick  |
| 1977 - 1978  | D. Hill           |
| 1978 - 1979  | David Coates      |
| 1979 - 1980  | John Martin       |
| 1980 - 1981  | Harry Wareham     |
| 1981 - 1982  | Leslie Smith      |
| 1982 - 1983  | Joe Quinn         |
| 1983 - 1984  | Anne Spencer      |
| 1984 - 1985  | Charles McCarthy  |
| 1985 - 1987  | David Lambert     |
| 1987 - 1989  | James McChristie  |
| 1989 - 1991  | Michael Murray    |
| 1991 - 1993  | Keith Edmondson   |
| 1993 - 1995  | Alfred Hitchmough |
| 1995 - 1997  | Ron Marron        |
| 1997 - 1999  | Tony McCarthy     |
| 1999 - 2001  | Michael Leahy     |
| 2001 - 2003  | Des Farrell       |
| 2003 - 2005  | Garry Oakes       |
| 2005 - 2007  | Doug Nicholls     |
| 2007 - 2009  | Joe Marino        |
| 2009 - 2011  | Joe Mann          |
| 2011 - 2013  | John Fray         |
| 2013 - 2015  | Ben Marshall      |
| 2015 - 2017  | John Smith        |
| 2017 - 2019  | Oshor Williams    |
| 2019 - heden | Ben Marshall      |

| Tijdspanne   | Algemeen secretaris |
| ------------ | ------------------- |
| 1899 - 1907  | Isaac Mitchell      |
| 1907 - 1938  | William Appleton    |
| 1938 - 1953  | George Bell         |
| 1953 - 1978  | Leslie Hodgson      |
| 1978 - 1991  | Peter Potts         |
| 1991 - 2010  | Michael Bradley     |
| 2010 - heden | Doug Nicholls       |

## Historisch document
- WILSON Sean Michael, HUXTABLE Jaime & NICOLSON Edda; 120 years supporting unions; GFTU; augustus 2019